# Gypsophila tschiliensis
Gypsophila tschiliensis là loài thực vật có hoa thuộc họ Cẩm chướng. Loài này được J.Krause mô tả khoa học đầu tiên năm 1922.